# Ольгинське (Іглінський район)
О́льгинське (рос. Ольгинское, башк. Ольгинский) — присілок у складі Іглінського району Башкортостану, Росія. Входить до складу Кальтовської сільської ради.
Населення — 46 осіб (2010; 48 в 2002).
Національний склад:
- росіяни — 86 %